# Grand Prix Francie 1970
Grand Prix Francie 1970 (oficiálně LVI Grand Prix de France) se jela na okruhu Circuit de Charade v Clermont-Ferrand ve Francii dne 5. července 1970. Závod byl šestým v pořadí v sezóně 1970 šampionátu Formule 1.

## Závod
| Poř.   | No. | Jezdec               | Konstruktér        | Počet kol | Čas/Odstoupení    | Pořadí na startu | Body |
| ------ | --- | -------------------- | ------------------ | --------- | ----------------- | ---------------- | ---- |
| 1      | 6   | Jochen Rindt         | Lotus-Ford         | 38        | 1:55:57.0         | 6                | 9    |
| 2      | 14  | Chris Amon           | March-Ford         | 38        | + 7.61            | 3                | 6    |
| 3      | 23  | Jack Brabham         | Brabham-Ford       | 38        | + 44.83           | 5                | 4    |
| 4      | 19  | Denny Hulme          | McLaren-Ford       | 38        | + 45.66           | 7                | 3    |
| 5      | 20  | Henri Pescarolo      | Matra              | 38        | + 1:19.42         | 8                | 2    |
| 6      | 32  | Dan Gurney           | McLaren-Ford       | 38        | + 1:19.65         | 17               | 1    |
| 7      | 22  | Rolf Stommelen       | Brabham-Ford       | 38        | + 2:20.16         | 14               |      |
| 8      | 7   | John Miles           | Lotus-Ford         | 38        | + 2:47.17         | 18               |      |
| 9      | 1   | Jackie Stewart       | March-Ford         | 38        | + 3:09.61         | 4                |      |
| 10     | 8   | Graham Hill          | Lotus-Ford         | 37        | + 1 kolo          | 20               |      |
| 11     | 2   | François Cevert      | March-Ford         | 37        | + 1 kolo          | 13               |      |
| 12     | 4   | George Eaton         | BRM                | 36        | + 2 kola          | 19               |      |
| 13     | 21  | Jean-Pierre Beltoise | Matra              | 35        | Nedostatek paliva | 2                |      |
| 14     | 11  | Ignazio Giunti       | Ferrari            | 35        | + 3 kola          | 11               |      |
| NC     | 16  | Andrea de Adamich    | McLaren-Alfa Romeo | 29        | + 9 kol           | 15               |      |
| Ret    | 12  | Jo Siffert           | March-Ford         | 23        | Nehoda            | 16               |      |
| Ret    | 18  | Ronnie Peterson      | March-Ford         | 17        | Diferenciál       | 9                |      |
| Ret    | 10  | Jacky Ickx           | Ferrari            | 16        | Motor             | 1                |      |
| Ret    | 3   | Pedro Rodríguez      | BRM                | 6         | Převodovka        | 10               |      |
| Ret    | 5   | Jackie Oliver        | BRM                | 5         | Motor             | 12               |      |
| DNQ    | 24  | Silvio Moser         | Bellasi-Ford       |           |                   |                  |      |
| DNQ    | 9   | Alex Soler-Roig      | Lotus-Ford         |           |                   |                  |      |
| DNQ    | 25  | Pete Lovely          | Lotus-Ford         |           |                   |                  |      |
| Zdroj: |     |                      |                    |           |                   |                  |      |

## Průběžné pořadí po závodě
Pohár jezdců
|        | Pořadí | Jezdec         | Body |
| ------ | ------ | -------------- | ---- |
| 1      | 1      | Jochen Rindt   | 27   |
| 1      | 2      | Jackie Stewart | 19   |
|        | 3      | Jack Brabham   | 19   |
| 3      | 4      | Chris Amon     | 12   |
|        | 5      | Denny Hulme    | 12   |
| Zdroj: |        |                |      |

Pohár konstruktérů
|        | Pořadí | Konstruktér  | Body |
| ------ | ------ | ------------ | ---- |
| 1      | 1      | Lotus-Ford   | 32   |
| 1      | 2      | March-Ford   | 31   |
|        | 3      | Brabham-Ford | 21   |
|        | 4      | McLaren-Ford | 19   |
|        | 5      | Matra        | 15   |
| Zdroj: |        |              |      |